# Флоренс (Колорадо)
Флоренс (англ. Florence) — місто (англ. city) в США, в окрузі Фремонт штату Колорадо. Населення — 3822 особи (2020).

## Географія
Флоренс розташований за координатами 38°22′47″ пн. ш. 105°5′53″ зх. д. / 38.37972° пн. ш. 105.09806° зх. д. (38.379826, -105.098107).  За даними Бюро перепису населення США в 2010 році місто мало площу 10,81 км², з яких 10,80 км² — суходіл та 0,01 км² — водойми.

## Демографія
Згідно з переписом 2010 року, у місті мешкала 3881 особа в 1580 домогосподарствах у складі 1042 родин. Густота населення становила 359 осіб/км².  Було 1749 помешкань (162/км²).
Расовий склад населення:
| - 92,3 % — білих - 1,2 % — корінних американців - 0,8 % — чорних або афроамериканців - 0,8 % — азіатів - 0,1 % — вихідців з тихоокеанських островів - 2,2 % — осіб інших рас |

До двох чи більше рас належало 2,7 %. Частка іспаномовних становила 14,8 % від усіх жителів.
За віковим діапазоном населення розподілялося таким чином: 24,1 % — особи молодші 18 років, 57,4 % — особи у віці 18—64 років, 18,5 % — особи у віці 65 років та старші. Медіана віку мешканця становила 41,1 року. На 100 осіб жіночої статі у місті припадало 98,4 чоловіків;  на 100 жінок у віці від 18 років та старших — 97,6 чоловіків також старших 18 років.
Середній дохід на одне домашнє господарство  становив 45 096 доларів США (медіана — 36 220), а середній дохід на одну сім'ю — 54 313 долари (медіана — 47 872). Медіана доходів становила 40 196 доларів для чоловіків та 35 847 доларів для жінок. За межею бідності перебувало 23,2 % осіб, у тому числі 34,5 % дітей у віці до 18 років та 2,4 % осіб у віці 65 років та старших.
Цивільне працевлаштоване населення становило 1393 особи. Основні галузі зайнятості: освіта, охорона здоров'я та соціальна допомога — 25,8 %, публічна адміністрація — 16,9 %, науковці, спеціалісти, менеджери — 11,3 %, роздрібна торгівля — 10,4 %.